# Brumleby
Brumleby est une enclave de maisons mitoyennes située à Copenhague, au Danemark, entre Øster Allé (en) et Østerbrogade (en), juste au sud du Parken Stadium et de l'église Saint-James (da). 

## Histoire
Construit pour les travailleurs indigents par l'Association médicale danoise (Lægeforeningen (da)) de 1854 à 1872, il s'agit de l'un des premiers exemples de logements sociaux au Danemark et est devenu un modèle pour les projets ultérieurs. Le développement a été conçu par Michael Gottlieb Bindesbøll dans un style néoclassique, puis développé par Vilhelm Klein (da) avec un design à peu près similaire.

## Galerie de photos

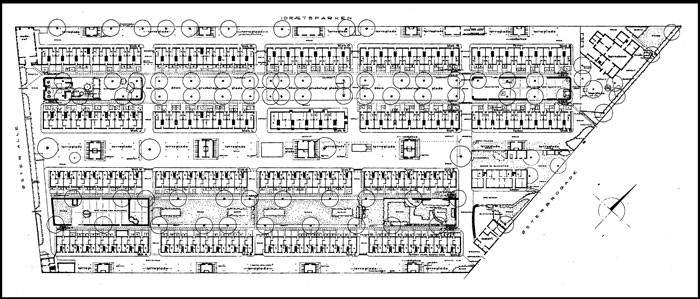
Plan de Brumleby (établi vers 1855).
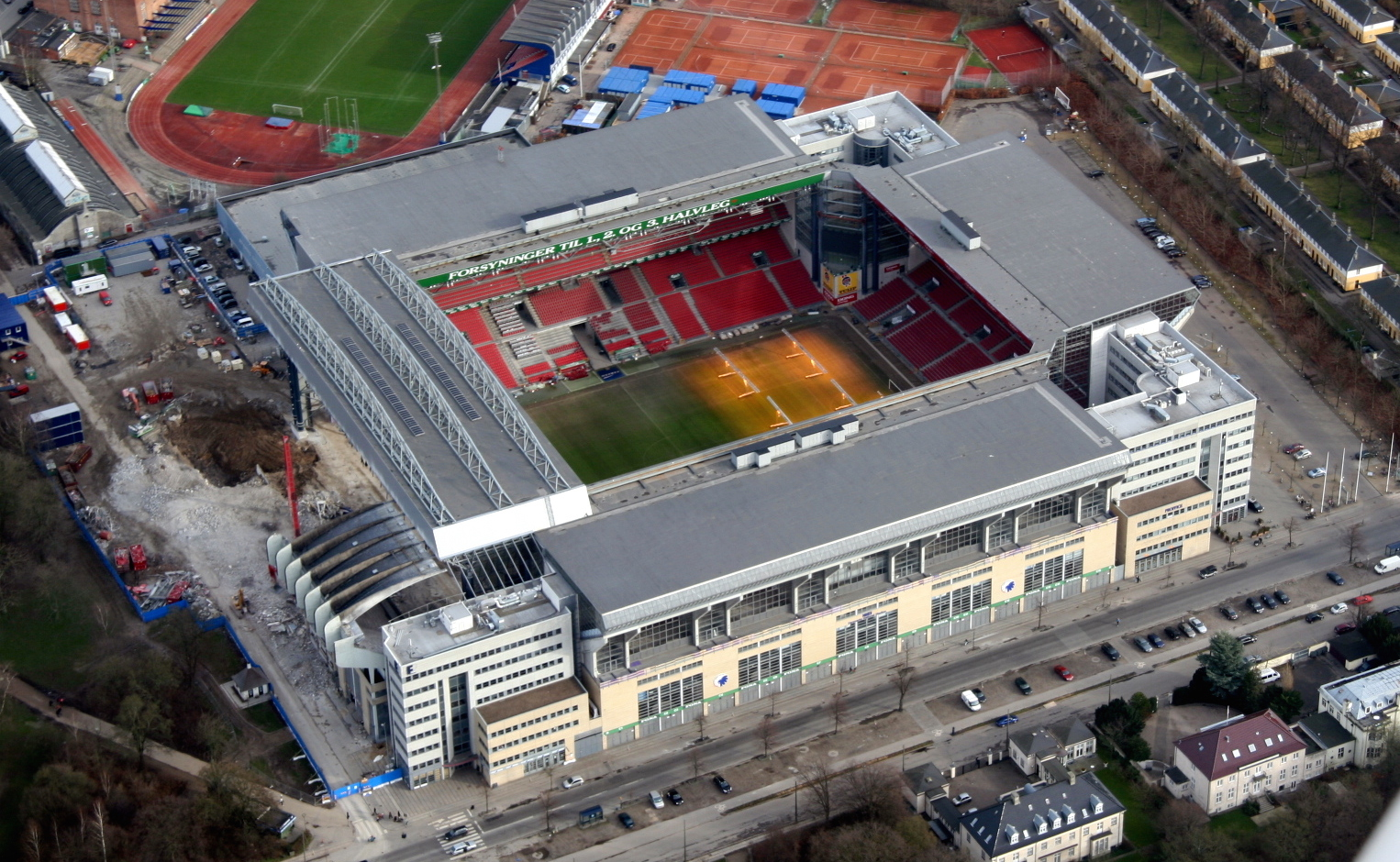
Vue aérienne du Parken Stadium et de Brumleby.
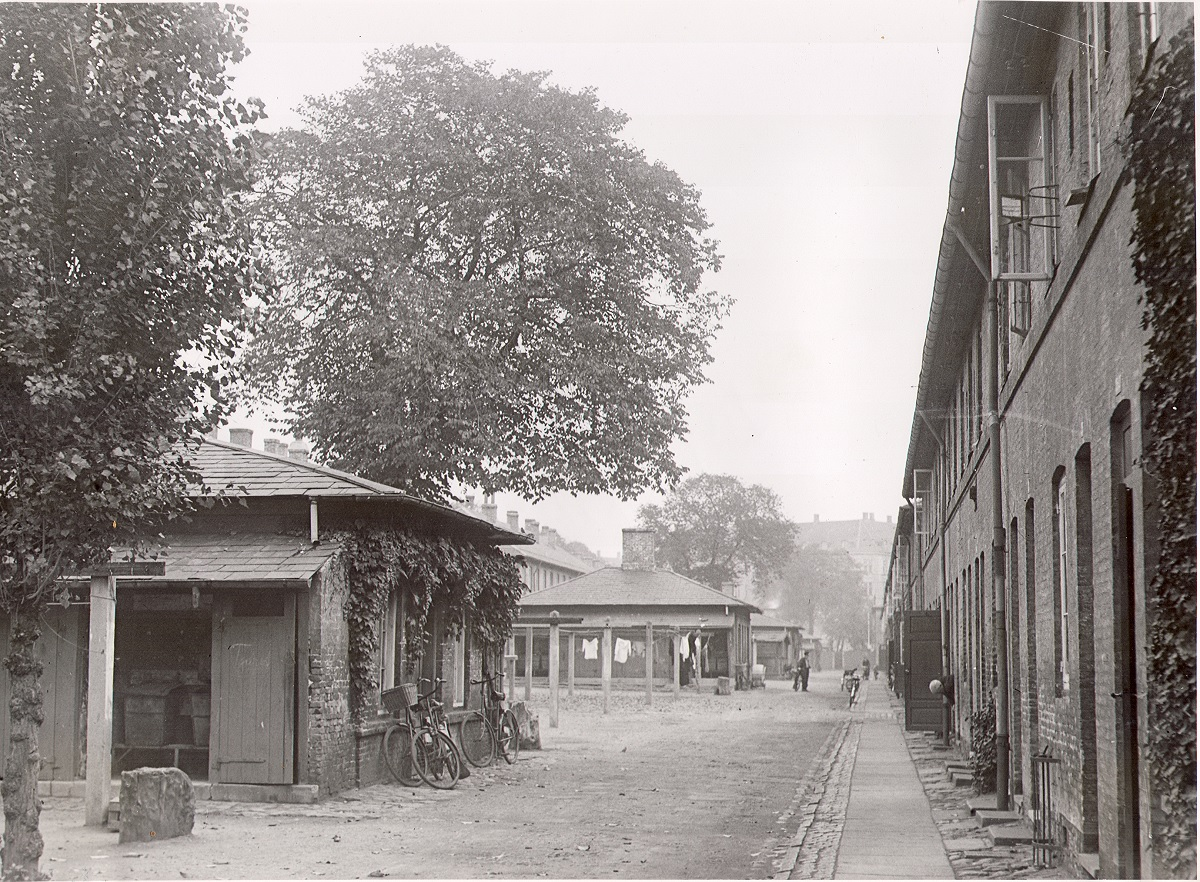
Brumleby dans les années 1900.